# Pondicherryhaai
De pondicherryhaai (Carcharhinus hemiodon) is een haai uit de familie van de requiemhaaien.

## Beschrijving
De pondicherryhaai is een middelgrote haai met een maximale lengte van ongeveer 150 tot 200 centimeter. Hij is grijs op rug en heeft een witte buik. De uiteinden van de borstvinnen, de achterste rugvin en staart zijn zwart. Over de flanken loopt een witte band.

De pondidcherryhaai heeft een aarsvin en twee rugvinnen. De voorste rugvin is groot en halvemaanvormig. De achterste rugvin is relatief groot (2,7% van de lichaamlengte) en staat ter hoogte van de aarsvin. De borstvinnen zijn groot en sikkelvormig. De snuit is taps toelopend en langwerpig. De ogen zijn groot en rond en hebben een diameter van ongeveer 2-3% van de lichaamslengte. Net als bij alle andere soorten van het geslacht Carcharhinus zijn er vijf kieuwspleten en is er geen spuitgat.

De pondicherryhaai is ongevaarlijk voor mensen.

## Voorkomen en status
De pondicherryhaai is zeer zeldzaam. Er zijn maar 20 exemplaren in musea. Deze exemplaren zijn verzameld in een groot gebied (zie verspreidingskaart) en de meeste dateren van voor 1900. Binnen dit gebied is een intensieve kleinschalige, ambachtelijke visserij, maar ook grootschalige beroepsvisserij ("vang alles wat rondzwemt"). Het laatste exemplaar dat werd gemeld, dateert van 1979. Daarna is nog veel onderzoek gedaan op vismarkten, zonder resultaat. Daarom staat deze haai als kritiek (ernstig bedreigd) op de internationale Rode Lijst van de IUCN
Zwartsnuithaai (C. acronotus) · Zilverpunthaai (C. albimarginatus) · Grootsnuithaai (C. altimus) · Sierlijke haai (C. amblyrhynchoides) · Grijze rifhaai (C. amblyrhynchos) · Varkensooghaai (C. amboinensis) · Borneohaai (C. borneensis) · Koperhaai (C. brachyurus) · Tolhaai (C. brevipinna) · Nerveuze haai (C. cautus) · Pacifische kleinstaarthaai (C. cerdale) · Witwanghaai (C. dussumieri) · Zijdehaai (C. falciformis) · Kreekhaai (C. fitzroyensis) · Galapagoshaai (C. galapagensis) · Pondicherryhaai (C. hemiodon) · Fijntandhaai (C. isodon) · Gladtandzwarttiphaai (C. leiodon) · Stierhaai (C. leucas) · Zwartpunthaai (C. limbatus) · Oceanische witpunthaai (C. longimanus) · Hardsnuithaai (C. macloti) · C. macrops · Zwartpuntrifhaai (C. melanopterus) · Schemerhaai (C. obscurus) · Caribische rifhaai (C. perezii) · Zandbankhaai (C. plumbeus) · Atlantische kleinstaarthaai (C. porosus) · Zwartstiphaai (C. sealei) · Nachthaai (C. signatus) · Vlekstaarthaai (C. sorrah) · Australische zwartpunthaai (C. tilstoni)